# Melonycterini
Melonycterini – plemię ssaków z podrodziny Pteropodinae w obrębie rodziny rudawkowatych (Pteropodidae).

## Rozmieszczenie geograficzne
Plemię obejmuje gatunki występujące w Melanezji.

## Podział systematyczny
Do plemienia należą następujące rodzaje:
- Melonycteris Dobson, 1877 – solomonowiec – jedynym przedstawicielem jest Melonycteris melanops Dobson, 1877 – solomonowiec czarnobrzuchy
- Nesonycteris O. Thomas, 1887